# Penny Pax
Penny Pax (Miami, Florida; 18 de febrero de 1989) es una actriz pornográfica y modelo erótica estadounidense.

## Biografía
Penny Pax, nombre artístico de Kaila Katesh Freas, nació en la ciudad de Miami (Florida) en el seno de una familia con ascendencia irlandesa y alemana. Residió desde muy joven en Sacramento (California) y Hawái antes de mudarse a Nueva Zelanda, donde realizó el bachillerato. Nueve meses más tarde, se mudaría de nuevo a Florida.
Trabajó como socorrista durante cinco años a lo largo y ancho del estado, incluida la International Swimming Hall of Fame y la del Seminole Hard Rock Hotel and Casino Hollywood.
En Florida comenzó a trabajar como modelo erótica. Debutó como actriz porno en noviembre de 2011, a los 22 años. En 2012 participó en la película independiente de horror Bloody Homecoming y en 2013 recibió la nominación en los Premios AVN a Mejor actriz revelación.
Como actriz, ha trabajado para estudios como Kink.com, Pure Taboo, Tushy, Evil Angel, Wicked Pictures, Elegant Angel, Jules Jordan Video, Kick Ass, Vivid, Sweetheart Video, Devil's Film, Adam & Eve, Girlfriends Films, Hustler o New Sensations, entre otros.
Destaca por ser la actriz protagonista de la tetralogía porno Submission of Emma Marx, una adaptación paródica, pero de tintes oscuros, del best seller Cincuenta sombras de Grey y dirigida por Jacky St. James. Después de la primera entrega, rodó Submission of Emma Marx: Boundaries, por la que ganó el Premio AVN a la Mejor actriz en 2016. Ese año rodó Submission Of Emma Marx: Exposed. La tetralogía se cerró en 2017 con el rodaje de Submission of Emma Marx: Evolved, película por la que ganó el Premio XBIZ a la Mejor actriz protagonista en 2018.
Otros trabajos de su filmografía son Lesbian Fashionistas, Spontaneass 2, Straight Up Anal, American Hustle XXX, Dark Knight XXX, Cinderella XXX, Girls Kissing Girls 16, Masseuse 6, Pure Bush 2 o Sleep Over.
Ha rodado más de 1100 películas como actriz.

## Premios y nominaciones
| Año  | Ceremonia                      | Resultado | Premio                                                 | Trabajo                               |
| ---- | ------------------------------ | --------- | ------------------------------------------------------ | ------------------------------------- |
| 2013 | Premio AVN                     | Nominada  | Mejor actriz revelación                                | —                                     |
| 2013 | Premios XBIZ                   | Nominada  | Mejor actriz revelación                                | —                                     |
| 2013 | Premios XBIZ                   | Nominada  | Mejor escena de sexo en película parodia               | Dark Knight XXX: A Porn Parody        |
| 2013 | Xcritic Editor's Choice Awards | Ganadora  | Mejor actriz en película                               | Submission Of Emma Marx               |
| 2014 | Premio AVN                     | Nominada  | Mejor actriz                                           | Submission Of Emma Marx               |
| 2014 | Premio AVN                     | Nominada  | Mejor escena de sexo anal                              | Submission Of Emma Marx               |
| 2014 | Premios XBIZ                   | Nominada  | Mejor actriz en película                               | Submission Of Emma Marx               |
| 2014 | Premios XBIZ                   | Nominada  | Mejor escena de sexo en película protagonista          | Submission Of Emma Marx               |
| 2014 | Premios XRCO                   | Nominada  | Mejor actriz en película                               | Submission Of Emma Marx               |
| 2015 | Premios AVN                    | Nominada  | Premio fan: Kinkiest Performer                         | —                                     |
| 2015 | Premios AVN                    | Nominada  | Premio fan: Mejores pechos                             | —                                     |
| 2015 | Premios AVN                    | Nominada  | Mejor escena de sexo oral                              | Cinderella XXX: An Axel Braun Parody  |
| 2015 | Premios AVN                    | Nominada  | Mejor actriz                                           | Wetwork                               |
| 2015 | Premios AVN                    | Nominada  | Mejor escena en trío H-M-H                             | Private Lives 2                       |
| 2015 | Premios AVN                    | Nominada  | Mejor escena de sexo en grupo                          | King James                            |
| 2015 | Premios AVN                    | Nominada  | Mejor escena de sexo lésbico                           | 24 XXX: An Axel Braun Parody          |
| 2015 | Premios XBIZ                   | Nominada  | Mejor actriz protagonista                              | Wetwork                               |
| 2015 | Premios XBIZ                   | Nominada  | Mejor escena de sexo en película protagonista          | Wetwork                               |
| 2015 | Premios XBIZ                   | Nominada  | Mejor actriz en película parodia                       | American Hustle XXX: A Parody         |
| 2015 | Premios XRCO                   | Nominada  | Mejor actriz                                           | Wetwork                               |
| 2016 | Premios AVN                    | Nominada  | Premio fan: Mejores pechos                             | —                                     |
| 2016 | Premios AVN                    | Nominada  | Mejor escena escandalosa de sexo                       | Straight Up Anal                      |
| 2016 | Premios AVN                    | Nominada  | Mejor escena de trío H-M-H                             | Submission Of Emma Marx 2: Boundaries |
| 2016 | Premios AVN                    | Ganadora  | Mejor actriz                                           | Submission Of Emma Marx 2: Boundaries |
| 2016 | Premios XBIZ                   | Ganadora  | Mejor actriz en película lésbica                       | Lesbian Fashionistas                  |
| 2016 | Premios XBIZ                   | Nominada  | Mejor escena de sexo en película lésbica               | Spontaneass 2                         |
| 2016 | Premios XBIZ                   | Nominada  | Mejor escena de sexo en película protagonista          | Submission Of Emma Marx 2: Boundaries |
| 2016 | Premios XBIZ                   | Nominada  | Mejor actriz protagonista                              | Submission Of Emma Marx 2: Boundaries |
| 2016 | Premios XRCO                   | Ganadora  | Mejor actriz                                           | Submission Of Emma Marx 2: Boundaries |
| 2017 | Premios AVN                    | Nominada  | Mejor actriz                                           | Submission of Emma Marx 3: Exposed    |
| 2017 | Premios AVN                    | Nominada  | Mejor escena de sexo en realidad virtual               | Party of Sex                          |
| 2017 | Premios AVN                    | Nominada  | Mejor sitio web de una actriz porno                    | PennyPaxLive.com                      |
| 2017 | Premios AVN                    | Nominada  | Premio fan: Artista femenina favorita                  | —                                     |
| 2017 | Premios XBIZ                   | Nominada  | Mejor actriz protagonista                              | Submission of Emma Marx 3: Exposed    |
| 2017 | Premios XBIZ                   | Nominada  | Mejor actriz protagonista                              | Sugar Babies                          |
| 2017 | Premios XBIZ                   | Nominada  | Mejor escena de sexo en realidad virtual               | Poke A Ho: Misty                      |
| 2017 | Premios XBIZ                   | Nominada  | Mejor escena de sexo en realidad virtual               | Party of Sex                          |
| 2017 | Premios XBIZ                   | Nominada  | Mejor escena de sexo en película protagonista          | Submission of Emma Marx 3: Exposed    |
| 2017 | Premios XBIZ                   | Nominada  | Mejor escena de sexo en película protagonista          | Sugar Babies                          |
| 2017 | Premios XBIZ                   | Nominada  | Mejor escena de sexo en película de parejas o temática | Secret Spa                            |
| 2017 | Premios XRCO                   | Nominada  | Mejor actriz                                           | Submission of Emma Marx 3: Exposed    |
| 2018 | Premios AVN                    | Nominada  | Premio fan: Mejor sitio web de una actriz              | PennyPaxLive.com                      |
| 2018 | Premios AVN                    | Nominada  | Premio fan: Pechos más espectaculares                  | —                                     |
| 2018 | Premios XBIZ                   | Ganadora  | Mejor actriz protagonista                              | Submission of Emma Marx 4: Evolved    |
| 2018 | Premios XBIZ                   | Nominada  | Mejor escena de sexo en película protagonista          | Submission of Emma Marx 4: Evolved    |
| 2019 | Premios AVN                    | Nominada  | Mejor actriz de reparto                                | Lady Boss                             |
| 2019 | Premios AVN                    | Nominada  | Premio fan: Estrella mediática                         | —                                     |
| 2020 | Premios AVN                    | Nominada  | Mejor actriz de reparto                                | Lost Love                             |
| 2020 | Premios XBIZ                   | Nominada  | Mejor actriz en película de temática erótica           | After Forever                         |
| 2020 | Premios XBIZ                   | Nominada  | Mejor actriz en película de temática erótica           | The Lustful Wife                      |
| 2020 | Premios XBIZ                   | Nominada  | Mejor actriz de reparto                                | Lost Love                             |
| 2020 | Premios XBIZ                   | Nominada  | Mejor escena de sexo en película de temática erótica   | After Forever                         |
| 2020 | Premios XBIZ                   | Nominada  | Mejor escena de sexo en realidad virtual               | Rolling in the Hay                    |
| 2021 | Premios AVN                    | Nominada  | Mejor actriz de reparto                                | Primary                               |